# Влюблённые (картина Фриана)
«Влюблённые. Идиллия на мосту» (фр. Les Amoureux, Idylle sur la passerelle), или «Осенний вечер» (фр. Soir d'automne), — картина французского художника Эмиля Фриана, написанная в 1888 году. Находится в коллекции Музея изобразительного искусства в Нанси (Франция).

## Сюжет и описание
На переднем плане две фигуры о чём-то разговаривают, опираясь на железный парапет над рекой или каналом. Мужчина в центре, одетый в серое пальто, наклоняется вправо; он держит сигарету, его взгляд обращён на молодую женщину. Последняя, изображённая справа, в чёрном платье, кажется, слушает его, положив голову на руку. Их глаза, по-видимому, не встречаются. Задний план, намеренно написанный не в фокусе, почти в стиле импрессионизма, показывает слева реку и отражённое в ней небо, а справа — лесной или парковый пейзаж, деревья на котором варьируют от оранжево-красного до мягко-зелёного и синего по мере удаления. Картина изображает вид пешеходного моста в районе Гран-Мулен-де-Нанси на северо-западе Нанси. Фриан начинал с росписи заднего плана, а затем добавлял фигуры людей, причём каждая модель позировала отдельно.

## Анализ
Написанное в стиле реалистического движения полотно является частью натуралистической постановки художника, так же, например, как «День Всех святых», «Разговор о политике», «Обед гребцов на реке Мёрт» или «Молодая нансийка на снежном фоне»: «Как и у Чехова, мы начинаем понимать жизнь в заинтересованности второстепенными персонажами. В том, что находится за пределами видимости. Мы любим друг друга, ссоримся, ходим по берегу реки. Опираясь на парапет, устремляемся в будущее». Несоответствующие взгляды, осенние тона наводят на мысль, что речь идет о расставании. Действительно ли молодая женщина обращает внимание на то, что ей говорит мужчина?

## История
Картина «Влюблённые» была впервые представлена в Салоне Нанси в ноябре 1887 года, где имела большой успех. В следующем году полотно купил Музей изобразительного искусства Нанси. Оно находится в зале вместе с картиной Фриана «День Всех святых» и «Сладострастные» Виктора Пруве, чтобы проиллюстрировать мастерство художников школы Нанси в больших форматах и декоративной живописи. Работа особенно привлекает внимание посетителей.
В 1912 году картина стала жертвой акта вандализма: вандал прожёг сигаретой на полотне левую щёку молодой женщины и правый глаз молодого человека. Причём это произошло в то время, когда инспектор Министерства финансов находился в Нанси, чтобы изучить меры безопасности, принятые музеями после кражи «Моны Лизы» из Лувра.